# Comet Photo
Comet Photo AG war eine Schweizer Bildagentur. Sie hatte den Geschäftszweck der Herstellung und des Vertriebs von Pressebildern zu Themen wie Personen, Reportage, Industrie, Firmenporträt, Unfall/Katastrophe, Architektur, Kultur, Natur, Politik, Prominenz, Sport, Technik, Verkehr, Ortsbilder sowie schrägaufgenommene Luftaufnahmen in der Schweiz und galt als eine der renommiertesten des Landes. Die Firma hielt drei Tochtergesellschaften: Die Comet-Film-AG, die Comet-Labor-GmbH und die Comet-Verlags-AG. Ihre Blütezeit stellten die 1960er- und 1970er-Jahre dar. Der Nachlass mit annähernd einer Million Fotografien befindet sich im Bildarchiv der ETH-Bibliothek Zürich. Dieses digitalisiert sukzessive eine grosszügige Auswahl des Bestands. Die Pressebilder und Luftbilder sind auf E-Pics Bildarchiv zugänglich. Ausgewählte Fotografien werden auf Wikimedia Commons zur Verfügung gestellt.

## Geschichte

Die Comet Gründer Hans Gerber, Jack Metzger, Björn Erik Lindroos, von links (1952)

Gegründet wurde die Comet Photo AG 1952 in Zürich durch die Pressefotografen Hans Gerber, Björn Erik Lindroos und Jack Metzger. Der Leitspruch der Firma lautete «Wir photographieren alles, überall, jederzeit». Qualitativ hochstehende, exklusive Bilder, perfekt vergrössert waren das angestrebte Merkmal der Comet Photo AG. Wichtige Kunden der Bildagentur waren die Schweizer Illustrierte, Sie und Er sowie viele Tages- und Wochenzeitungen. Eine enge Zusammenarbeit verband sie mit der Neuen Zürcher Zeitung (NZZ) und deren Bildredaktoren Gotthard Schuh und ab 1961 Ernst Scheidegger. Eine Spezialität der Comet Photo AG war der sogenannte Pool, der als «Bilderdienst» abonniert werden konnte. Die Belegschaft bestand in ihrer Blütezeit aus 13 bis 16 Mitarbeitern. Neben Geschäftsleitung, Administration, Labor- und Archivpersonal und den Fotografen wurde das Team der «Cometen», wie sie sich selbst nannten, ab 1972 durch ein bis zwei Journalisten ergänzt.
Mit dem Tod von Björn Erik Lindroos 1984 begann der langsame Niedergang der Firma. Gründe dafür waren die technisch und wirtschaftlich veränderten Rahmenbedingungen für die Pressefotografie, der hohe Investitionsbedarf sowie die aufkommende Digitalisierung der Fotografie. 1999 war der Konkurs nicht mehr abwendbar.

## Übernahme des Archivs

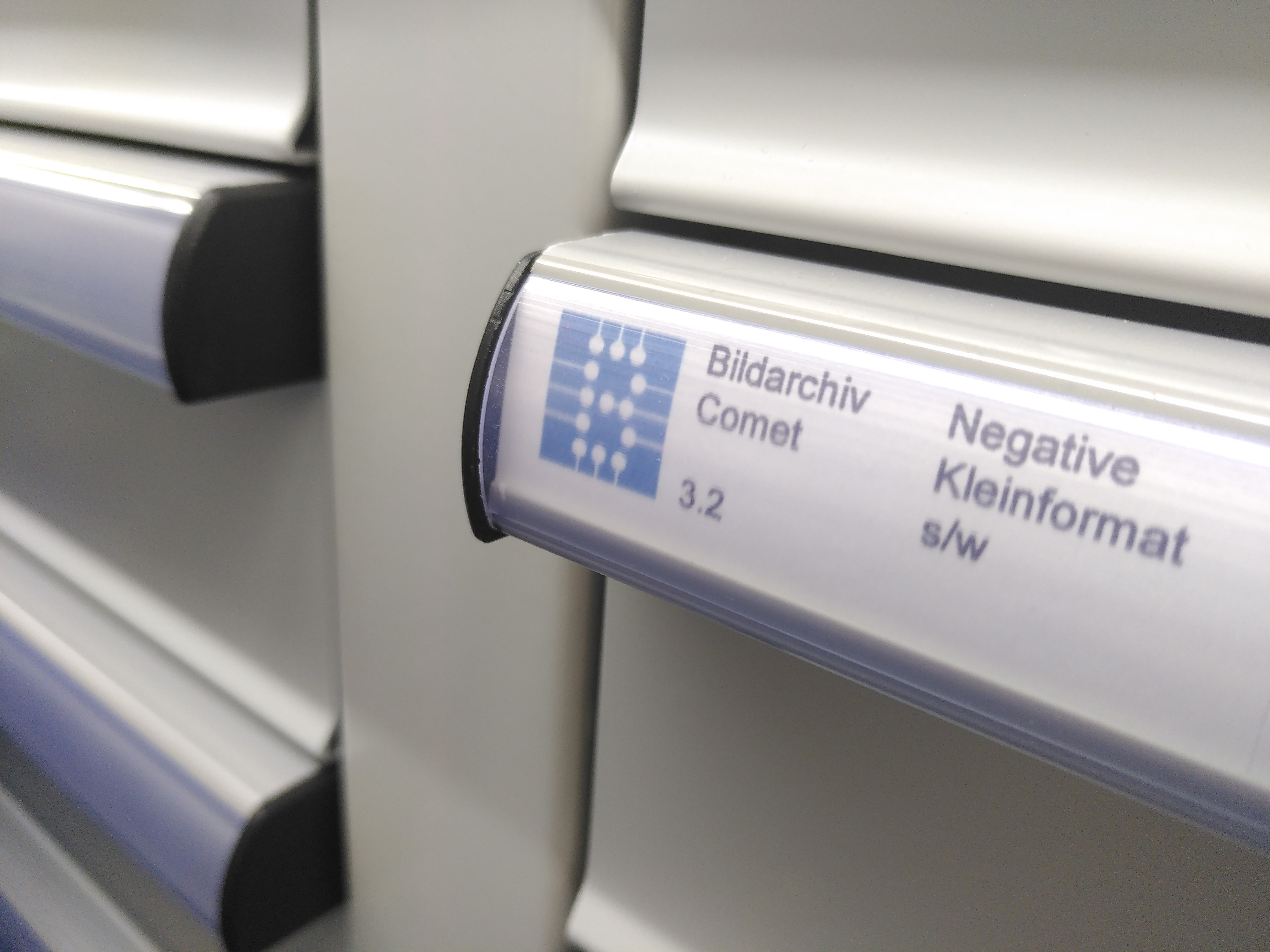
Bildarchiv Comet - Beschriftete Schublade

Das Bildarchiv der Comet Photo AG mit rund einer Million Bildern wurde beim Konkurs der Firma 1999 von der ETH-Bibliothek erworben. Dies führte 2001 zur Gründung des Bildarchivs der ETH-Bibliothek, wo der Bestand seither sukzessive digitalisiert und für die Öffentlichkeit zugänglich gemacht wird. Seit 2014 wurde aus dem Gesamtbestand der Pressebilder eine Auswahl getroffen. Teilbestände der Mittelformate in Schwarzweiss sind bearbeitet. Etwa 12‘500 Bilder dieses Teils können online eingesehen werden. Das umfangreiche Konvolut der Schwarzweiss-Kleinbildnegative ist in Bearbeitung, rund 9‘000 Bilder sind bereits online abrufbar.

## Die Mitarbeiter der Comet Photo
Zusammen mit den drei Gründern, die selber professionelle Fotografen waren, arbeiteten bei den Cometen weitere Fotografen für die Presse und im hauseigenen Fotostudio und Journalisten sowie Laborantinnen und ein Büroteam.

## Fotos (Auswahl)

Erika Billeter, Reportage mit 92 Bildern, Skulptur von Alberto Giacometti, Le chariot, 1950, Bronce, Kunsthaus Zürich, 1979
Louis Knie mit Elefanten, Programm 1967
Heidi Weber im Damensessel LC3 in ihrer Galerie Mezzanin, im Hintergrund: Ölgemälde Le Corbusier, Reportage mit 22 Bildern, 1961
Zarli Carigiet als Wilhelm Tell, Reportage in: Schweizer Illustrierte, Nr. 36, August 1970
Max Frisch und Regisseur Kurt Hirschfeld, Proben zum Theaterstück Andorra, Schauspielhaus Zürich, 1961
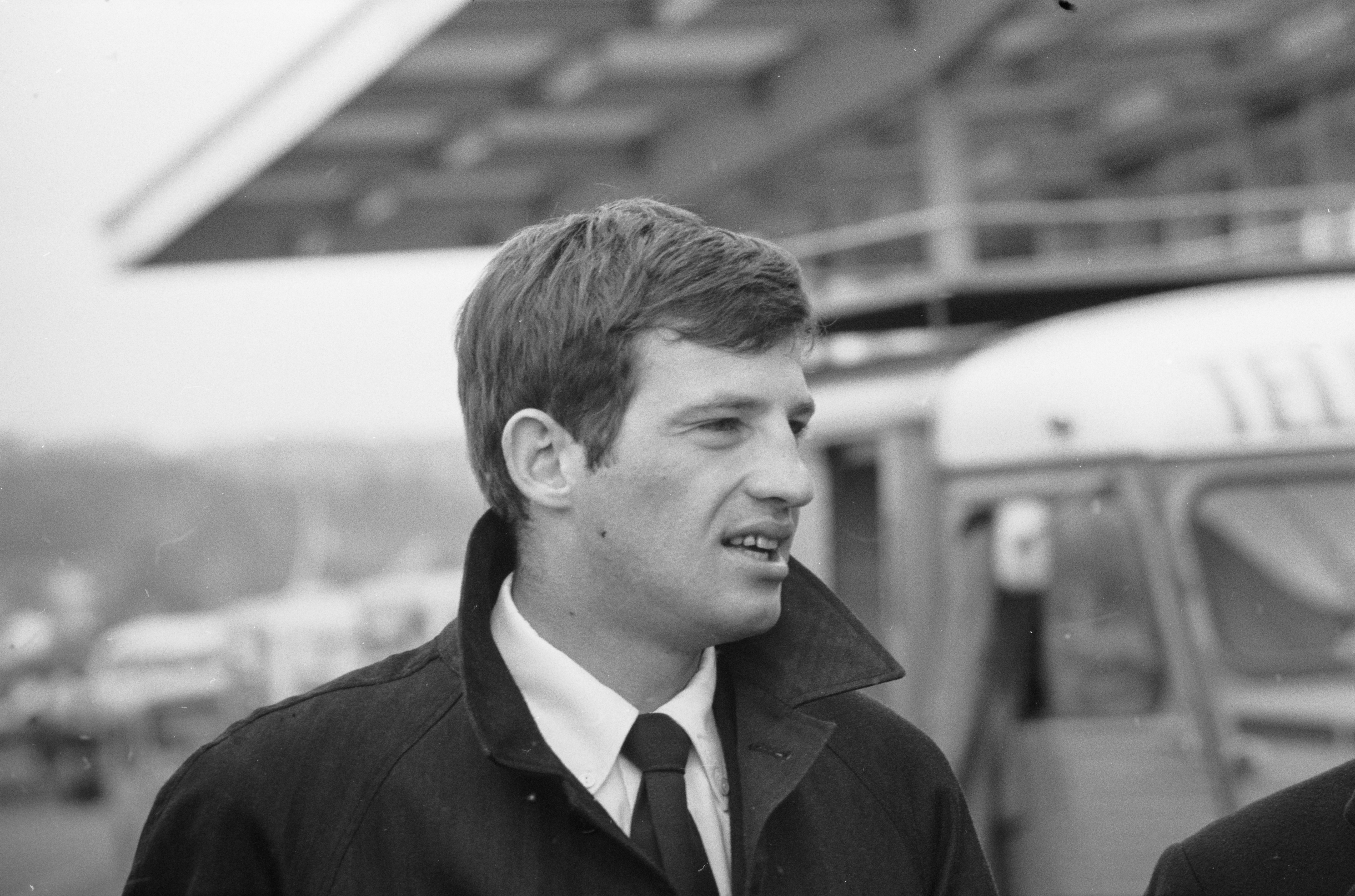
Jean-Paul Belmondo anlässlich der Galavorführung des Films Cartouche in Zürich, 1962
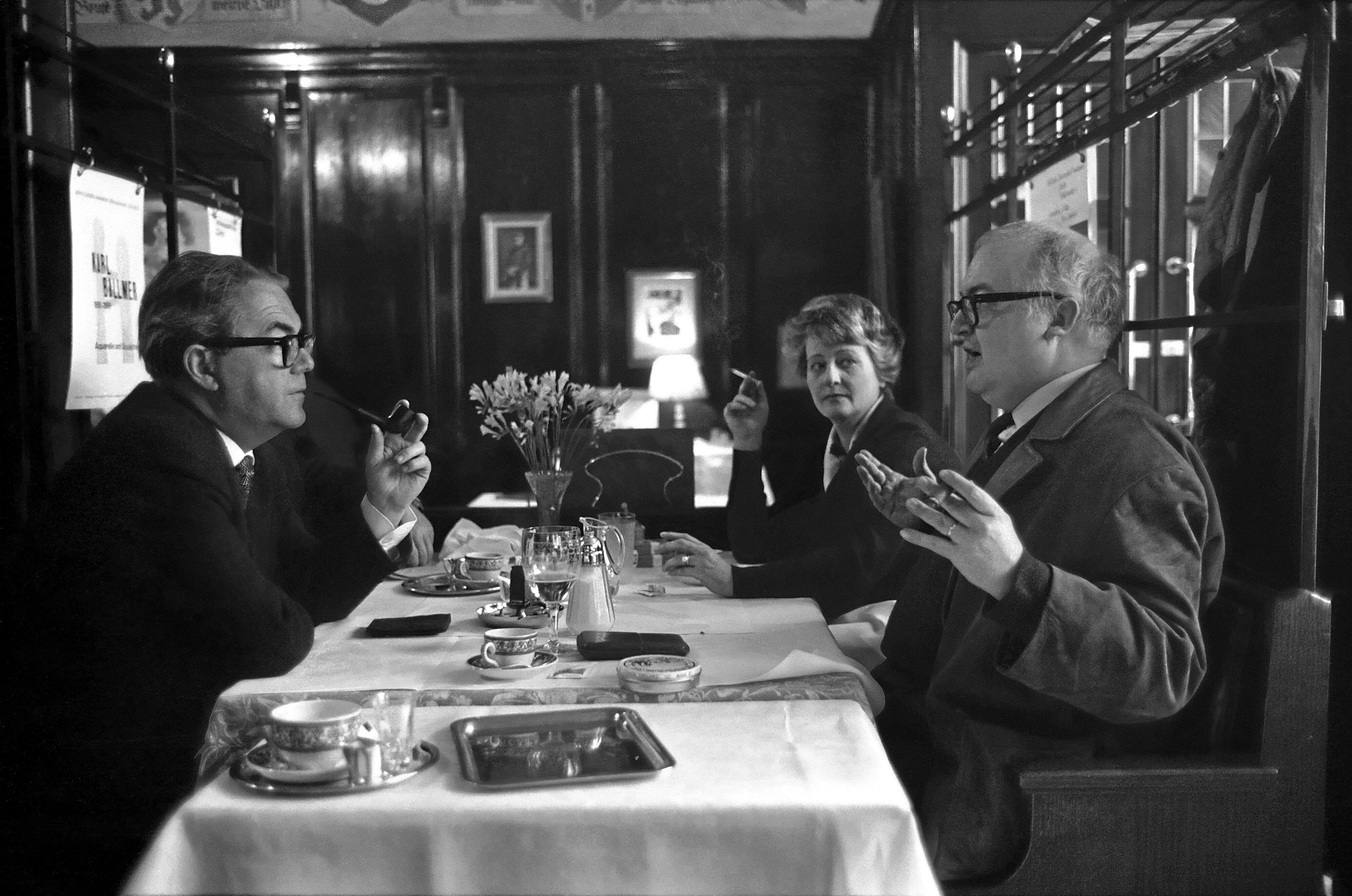
Max Frisch, Friedrich Dürrenmatt und seine Frau Lotti Dürrenmatt-Geissler in der Kronenhalle in Zürich, 1963
Charlie Watts, The Rolling Stones, Reportage mit 870 Bildern, 14. April 1967
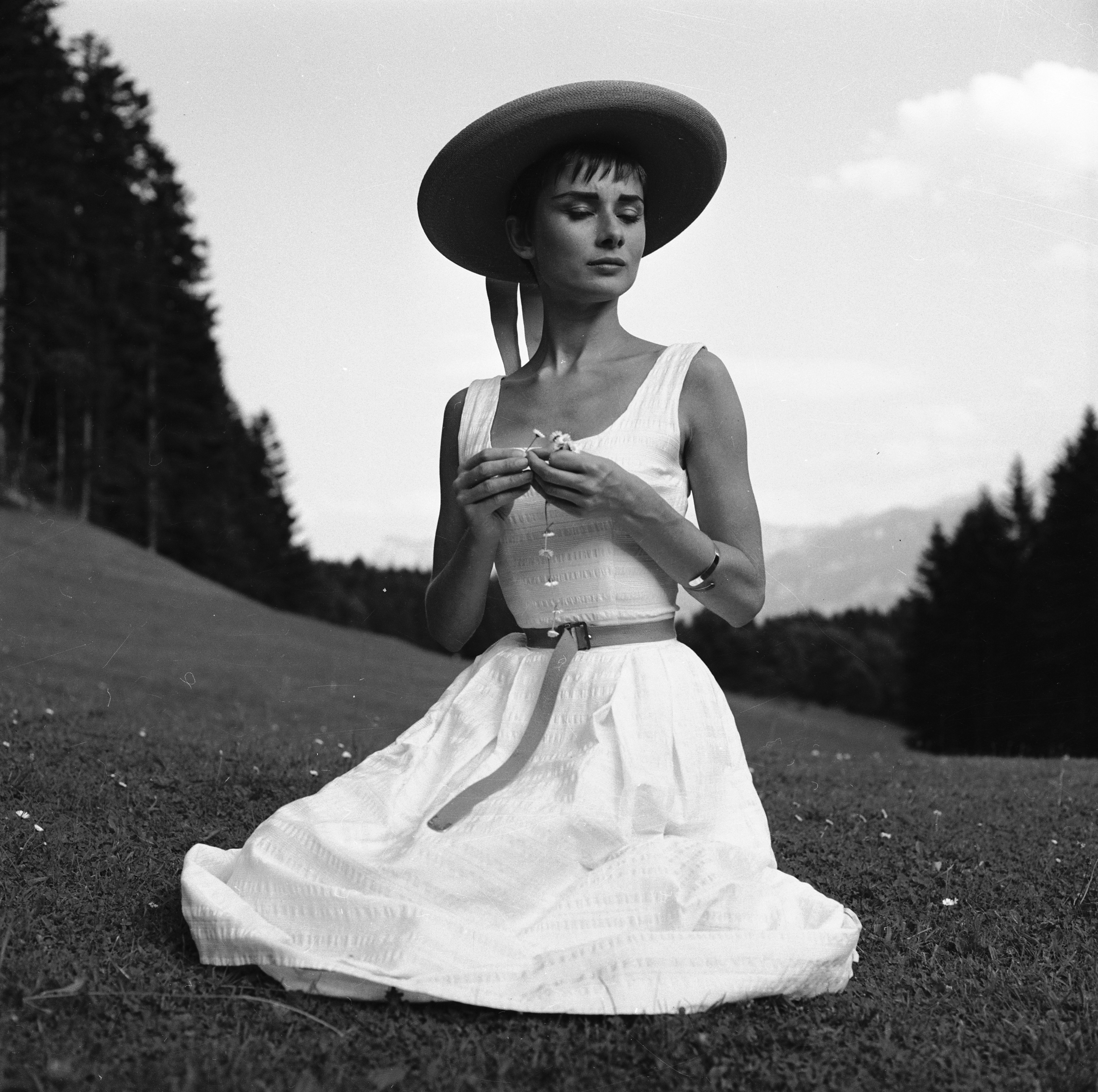
Audrey Hepburn auf dem Bürgenstock, Reportage mit 19 Bildern, 1954
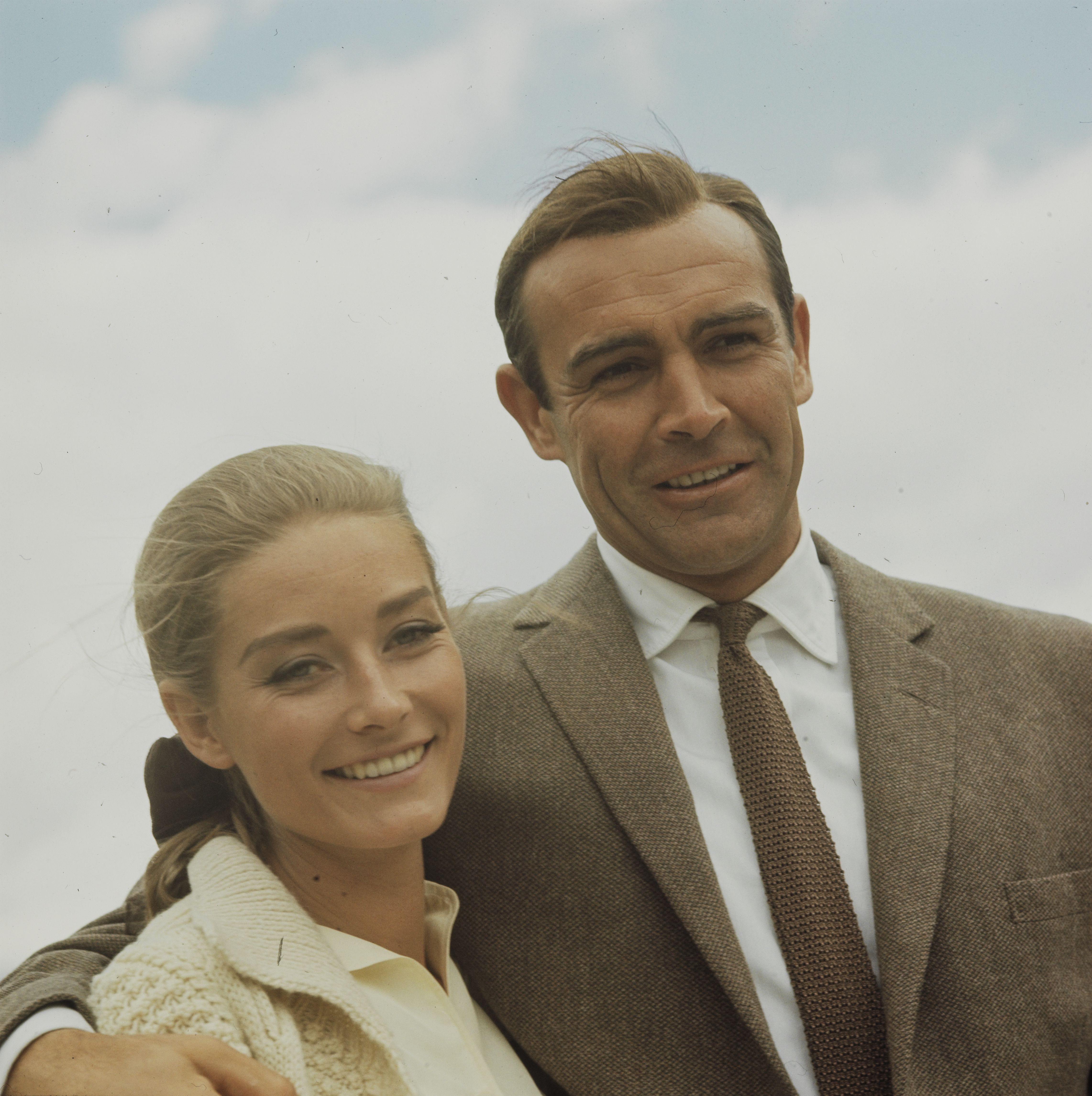
Sean Connery als James Bond und Tania Mallet als Tilly Masterson, in 007 – Goldfinger bei Dreharbeiten am Furkapass und in Andermatt, 1964
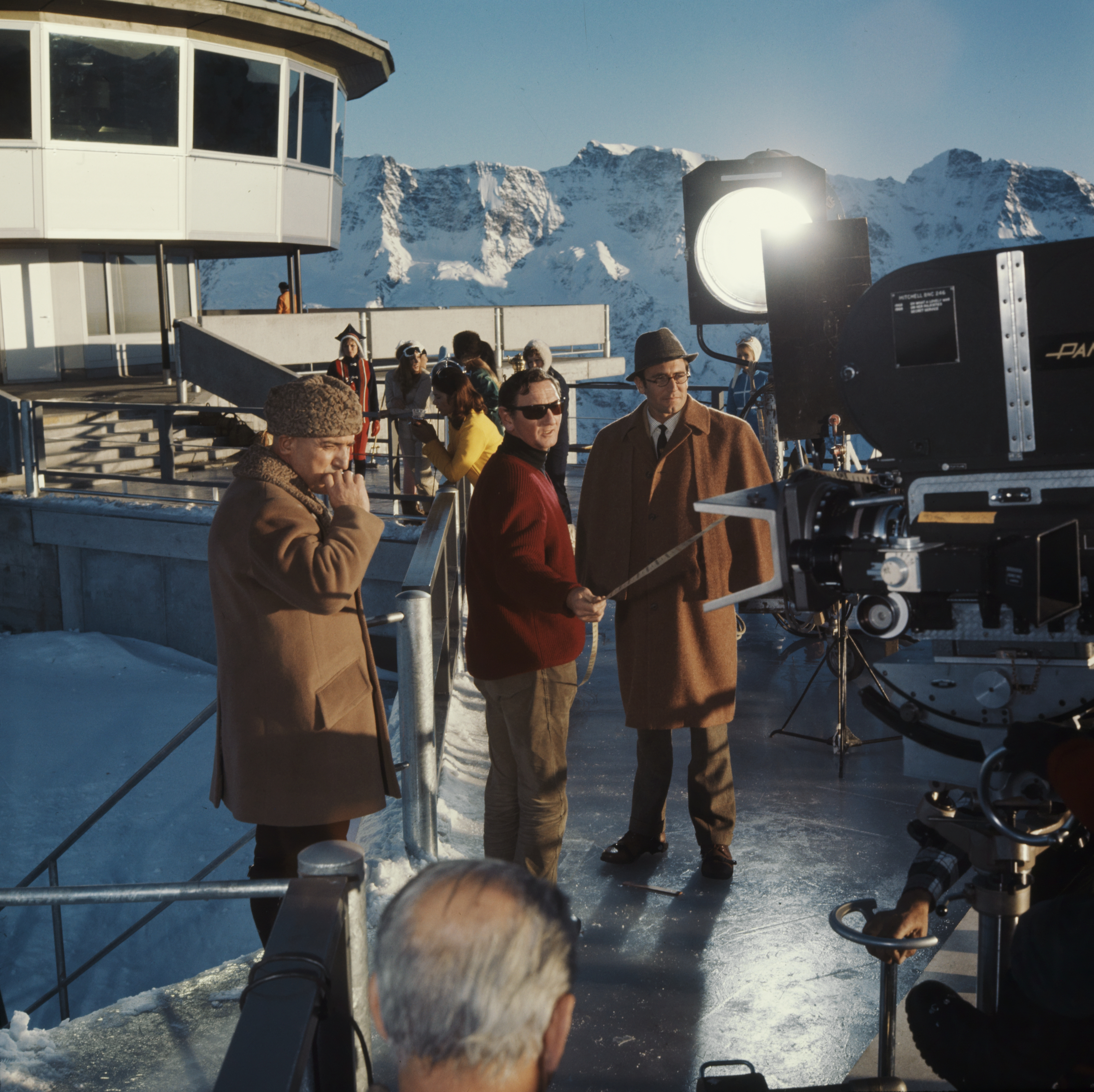
Dreharbeiten zum James-Bond-Film Im Geheimdienst Ihrer Majestät auf Piz Gloria Schilthorn, im Vordergrund Telly Savalas, links, Peter R. Hunt, Mitte, und George Lazenby, rechts, 1968
Standfoto mit Liselotte Pulver im Film Kohlhiesels Töchter

## Gruppenausstellungen
- 2009: 50 Jahre Rathaus Wettingen. Fotoausstellung, Rathaus Wettingen[6]
- 2013: Heim und Leben. Aus dem Fotoarchiv einer illustrierten Publikumszeitschrift. Museum im Bellpark, Kriens
- 2015: Ein Diaporama aus dem Archiv der Comet Photo AG. Kometen im Counter Space, Zürich[7]
- 2021: Zeitgeschichte Aargau, 1950–2000. Bilderkosmos eines halben Jahrhunderts. Stadtmuseum Aarau

## Publikationen (Auswahl)
- Bischöfliches Ordinariat und Katholischer Administrationsrat St. Gallen (Hrsg.): Sankt-Gallus-Gedenkbuch. Zur Erinnerung an die 1300-Jahr-Feier vom Tode des heiligen Gallus am 16. Oktober 1951. Verlag der Kathol. Administration, St. Gallen 1952.[6]
- Arnold Kübler: Mitenand, gägenenand, durenand. Ein Bilderbuch vom Umgang mit dem Nächsten in der Schweiz. Ex Libris,  Zürich 1959.
- U. Cavelti AG u. Genossenschaft Oberberg (Hrsg.): Oberberger Blätter. Cavelti, Gossau 1965.
- ELFA AG (Hrsg.): 50 Jahre ELFA AG, Elektrochemische Fabrik Aarau. Sauerländer, Aarau 1966.
- Uli Münzel et al.: Baden, Baden. Baden-Verlag 1967.
- Erziehungsrat des Kantons St. Gallen (Hrsg.): St. Gallerland. Kantnaler Lehrmittelverlag St. Gallen. Rorschach 1970.
- Max Rieple: Graubünden. Sonniges Land an Rhein und Inn. Hallwag, Bern 1971.
- Maria Schmid-Juon: Neuer Wein am jungen Rhein. Aus der Geschichte des Weinbaus im Bündnerland, unter Berücksichtigung der letzten Erweiterungen in der Bündner Herrschaft und in Felsberg. Verlag Buchdruck + Offset, Bad Ragaz 1973.
- Hans Rudolf Schmid: Der General. Die Schweiz im Krieg 1939-1945. Ringier, Zofingen 1974.
- Eduard Gerber, Urs Heinz et al.: Aargau. Reihe Schweizer Kantone. Avanti, Neuchâtel 1976.
- Papierfabrik Biberist (Hrsg.): Papiermachen einst und Jetzt. Papierfabrik Biberist, Biberist 1977.
- Edwin Graber: Graubünden. Schweizer Kantone. Avanti, Neuenburg 1977.
- Karl Lüönd: Schweizer Soldaten im Einsatz. Die grossen Manöver und Defilees der Schweizer Armee. Zürich 1978.
- Kurt Blum et al.: Die Aargauer Gemeinden. Illustriertes Gemeindebuch zum 175jährigen Bestehen des Kantons Aargau, 1803–1978. Verlag Effingerhof, Brugg, 1978.
- Staatskanzlei des Kantons St. Gallen (Hrsg.): St. Gallen anno 78. Unser Staat als Dienst an der Gemeinschaft. Staatskanzlei, St. Gallen 1978.
- Kraftwerke Sarganserland (Hrsg.): Die Kraftwerke Sarganserland im St. Galler Oberland. Kraftwerke Sarganserland, Pfäfers 1978.
- Paul Emanuel Müller: Bündner Haus – Bündner Dorf. Terra Grischuna, Chur 1978.
- Franz Doppler, Ruedi Fischli: Baden. Paul Haupt, Bern 1979.
- Emil Spiess: Die Welt im Dorf. Beiträge zur Geschichte der Gemeinde Zuzwil, 754–1978. Gemeindekanzlei, Zuzwil 1979.
- Katharina Medici-Hall: Das Waldhaus Waldbühl. Gesellschaft für Schweizerische Kunstgeschichte, Bern 1979.
- Robert Donatsch: Malans in der Bündner Herrschaft. Calanda, Chur 1979.
- Paul Emanuel Müller: Vielgestaltiges Graubünden. Terra Grischuna, Chur 1979.
- Karl Lüönd, Karl Itten: Unser Gotthard. Ringier, Zürich 1980.
- Amt für Kulturpflege des Kantons St. Gallen (Hrsg.): Der Kanton St. Gallen. Landschaft, Gemeinschaft, Heimat. E. Löpfe-Benz, Rorschach 1985.
- Fridolin Jehle, Theo Nawrath, Alfred Lüthi: Geschichte der Stadt Laufenburg. Band 3. Stadtkanzlei, Laufenburg 1986.
- Abteilung Landwirtschaft des Kantons Aargau, Aargauische Landwirtschaftliche Gesellschaft (Hrsg.): Landwirtschaft im Aargau. Gestern, heute, morgen. Meissner, Aarau 1988.
- Stadtrat und Kulturkommission Bremgarten (Hrsg.): Bremgarten. Heimatführer. Weissenbach, Bremgarten 1990.
- Constant Wieser: Zuoz. Geschichte und Gegenwart. Haupt, Bern 1991.
- Franz Auf der Maur: Tessin. Eine Bilderreise. Bad Münstereifel 1994.
- Erziehungsrat des Kantons St. Gallen (Hrsg.): St. Gallerland. Kantonaler Lehrmittelverlag St. Gallen, Rorschach 1994.
- Amt für Kulturpflege des Kantons St. Gallen (Hrsg.): Der Kanton St. Gallen. Landschaft, Gemeinschaft, Heimat. Amt für Kulturpflege, St. Gallen 1994.
- Gemeinde Horgen et al. (Hrsg.): Horgner Jahrheft. Gemeinde Horgen 1994.
- Werner Bosshard, Beat Jung: Die Zuschauer der Schweizer Fussballnationalmannschaft. Limmat, Zürich 2008.
- Franziska Schürch; Baumeister, Miriam: So schmeckt das Baselbiet. Esskultur und Nahrungsmittelproduktion im Wandel (= Bildgeschichten BL, Band 7). Verlag des Kantons Basel-Landschaft, Liestal 2016.
- Michael van Orsouw: Blaues Blut. Royale Geschichten aus der Schweiz. Hier + Jetzt, Baden 2019.

### Reihe:Die Cometen, ETHeritage, ETH Zürich (Auswahl)
Highlights aus den Sammlungen und Archiven der ETH Zürich
- Roland Lüthi: Die Cometen: Björn Erik Lindroos, 13. Juli 2018. Abgerufen am 19. Mai 2023.
- Roland Lüthi: Die Cometen: Zum 100. Geburtstag von Jack Metzger, 5. Oktober 2018. Abgerufen am 19. Mai 2023.
- Roland Lüthi: Die Cometen: Hans Gerber, 1. März 2019. Abgerufen am 19. Mai 2023.
- Roland Lüthi: Die Cometen: Heinz Baumann, 24. Mai 2019. Abgerufen am 19. Mai 2023.
- Werner Catrina: Die Cometen: Werner Catrina, 13. September 2019. Abgerufen am 19. Mai 2023.
- Werner Catrina: Die Cometen: Walter Schmid, 14. Juni 2019. Abgerufen am 19. Mai 2023.
- Werner Catrina: Die Cometen: Christof Sonderegger, 6. März 2020. Abgerufen am 19. Mai 2023.
- Werner Catrina: Die Cometen: Beat Albrecht, 24. Juli 2020. Abgerufen am 19. Mai 2023.
- Roland Lüthi: Die Cometen: Doris Gaus, 11. Dezember 2020. Abgerufen am 19. Mai 2023.
- Roland Lüthi: Die Cometen: Jules Vogt, 16. April 2021. Abgerufen am 19. Mai 2023.
- Roland Lüthi: Die Cometen: Hans Krebs, 9. Juli 2021. Abgerufen am 19. Mai 2023.
- Roland Lüthi: Die Cometen: Candid Lang, 5. August 2022. Abgerufen am 19. Mai 2023.
- Roland Lüthi: Die Cometen: Hans-Ruedi Bramaz, 4. November 2022. Abgerufen am 19. Mai 2023.

## Bestände in Sammlungen

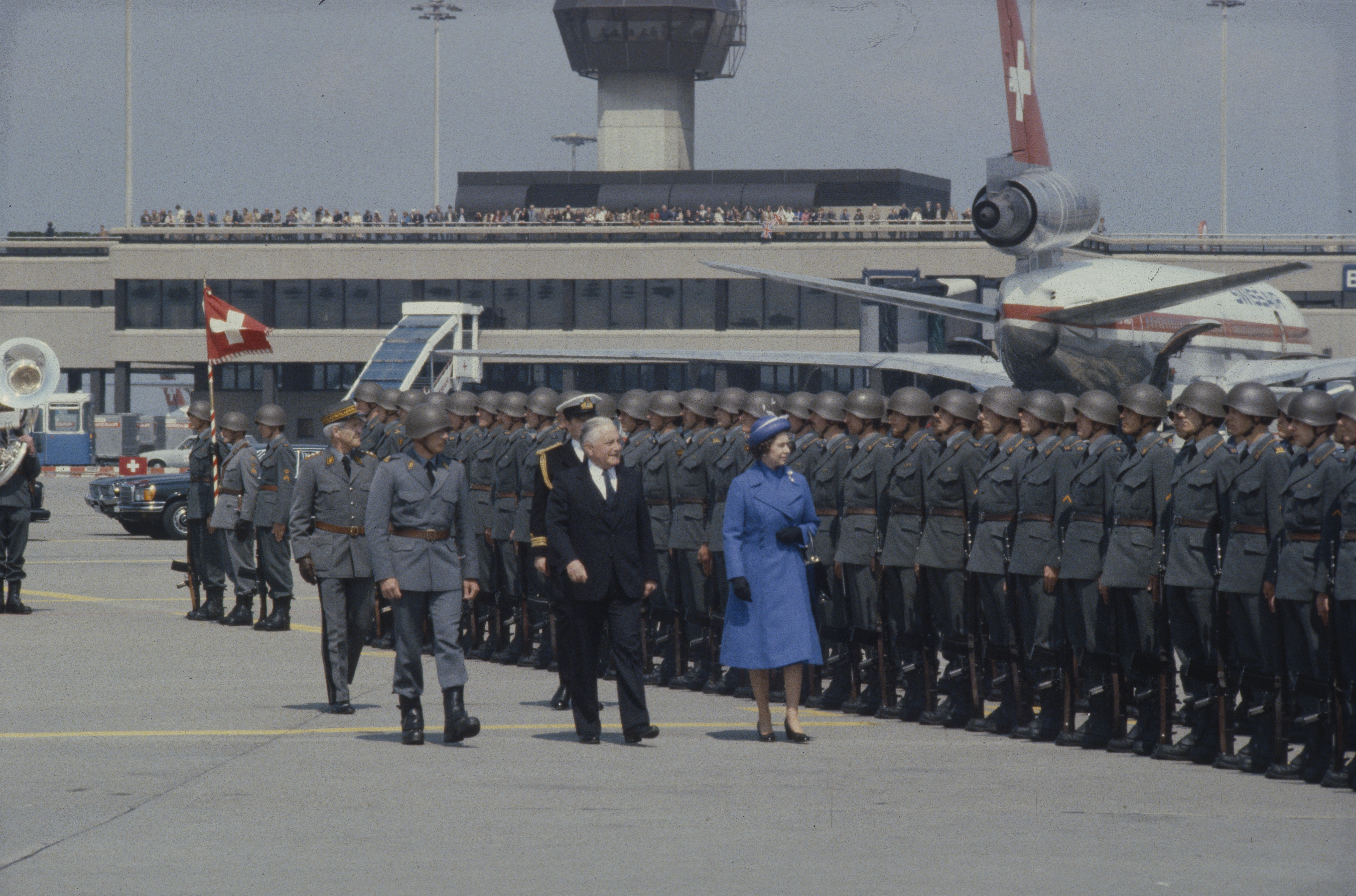
Queen Elizabeth II und Bundesrat Georges-Andre Chevallaz, Flughafen Kloten, 29. April 1980

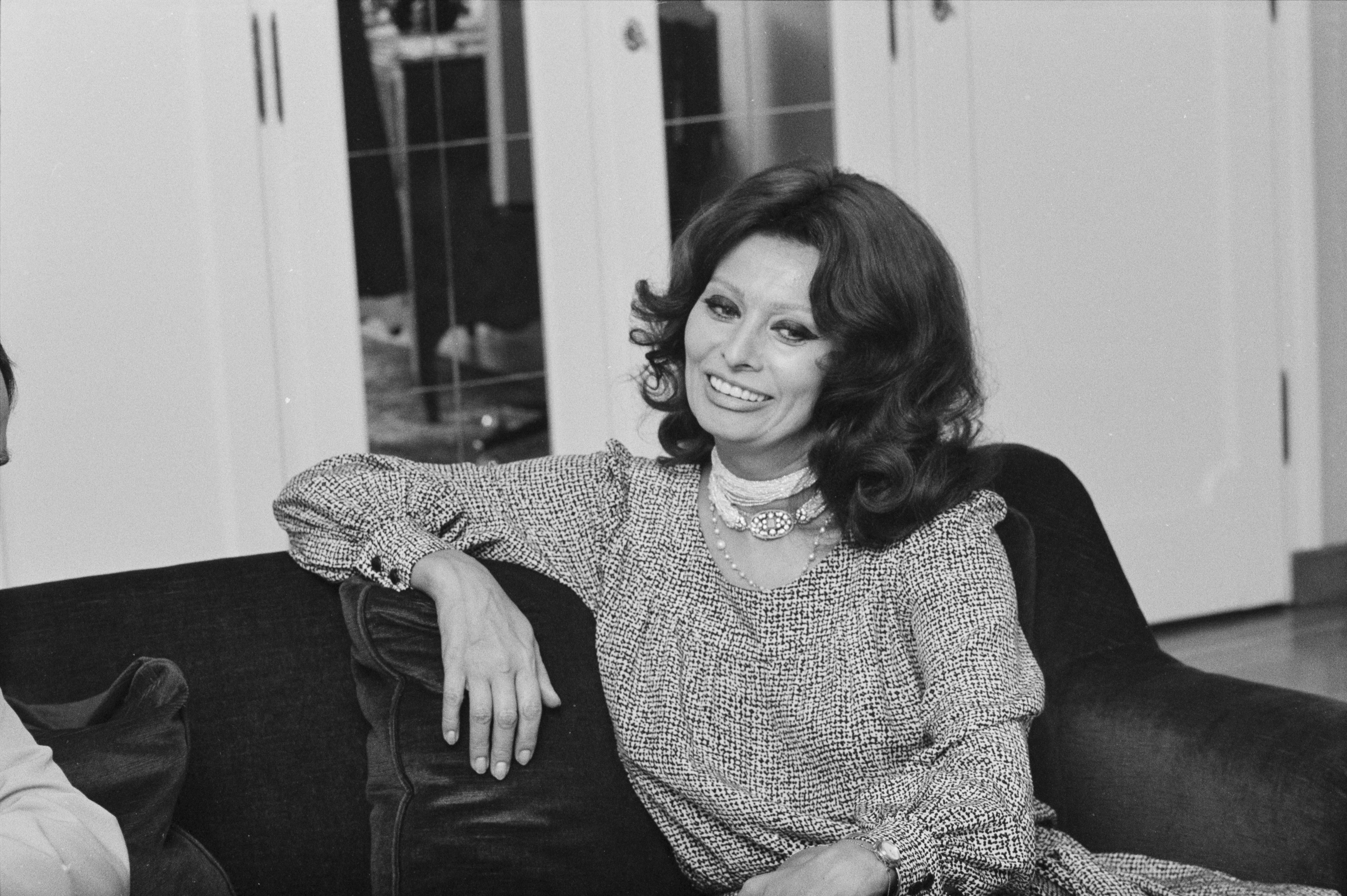
Sophia Loren im Exklusivinterview mit Peter Suter für die Neue Zürcher Zeitung, 1979

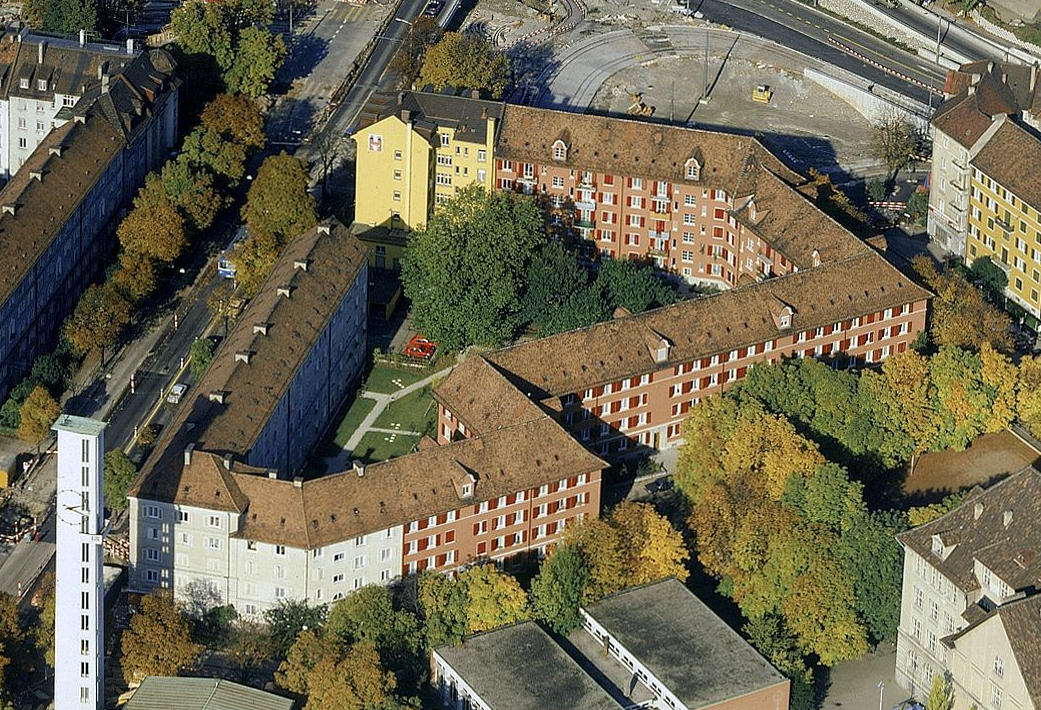
Wohnsiedlung Sihlfeld, Zürich

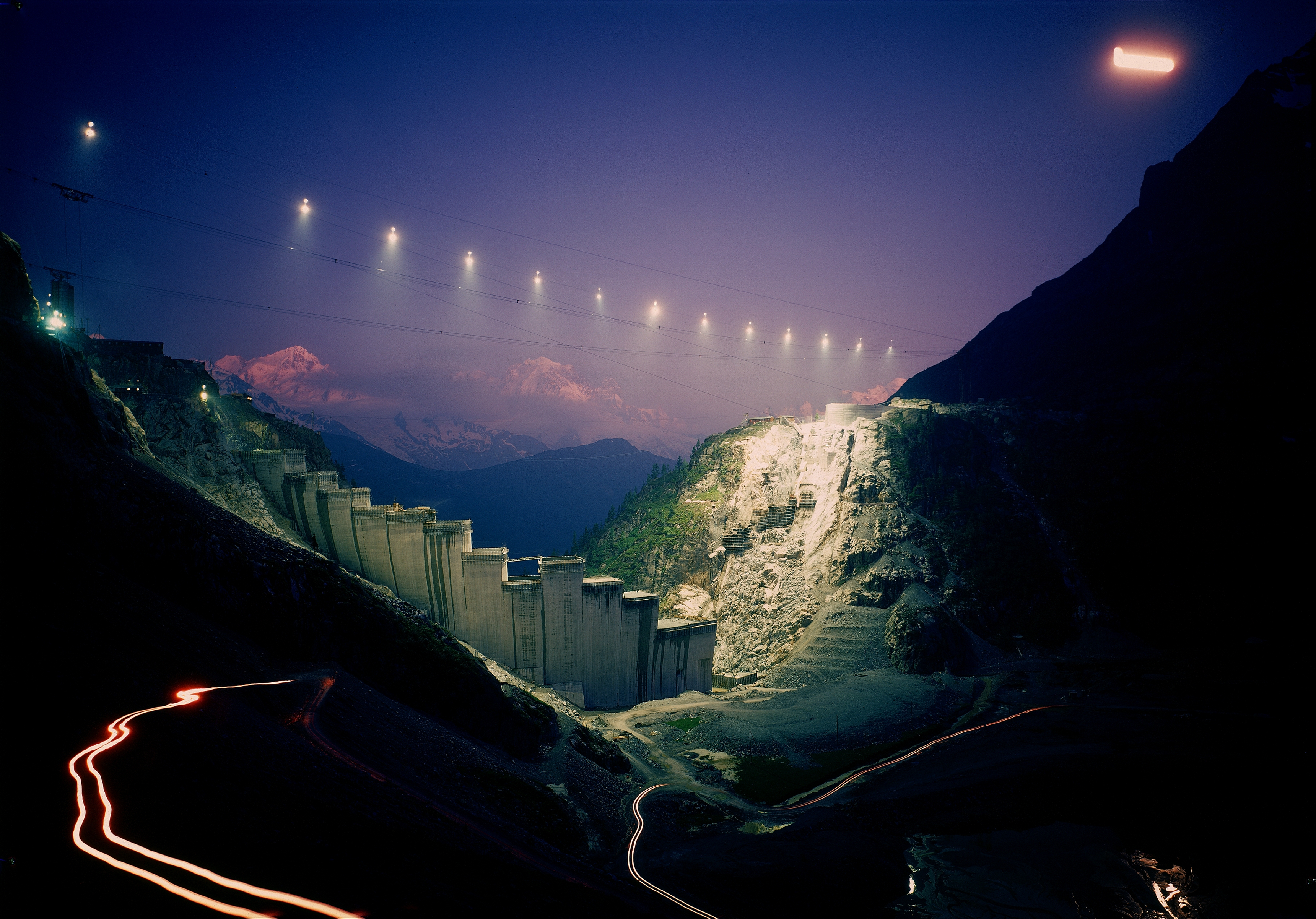
Nachtaufnahme vom Bau der neuen Émosson-Staumauer, 1971

- Archiv der Fotoagentur, ehemalige Fotografen, Luftbilder: Bildarchiv der ETH-Bibliothek
- Schweizerisches Rotes Kreuz
- Schweizerisches Bundesarchiv
- Museum für Kommunikation
- Stadtarchiv Chur
- St. Gallen-Bodensee Tourismus und Ostschweiz Tourismus
- Kantonsbibliothek Vadiana
- Fotoarchiv Wettingen
- Fotoarchiv Mellingen
- Kantonale Denkmalpflege (KDP) des Kantons Bern
- Schweizerisches Sozialarchiv
- Schweizerische Radio- und Fernsehgesellschaft SRG, jetzt SRF
- Schweizerische Nationalbibliothek – Graphische Sammlung
- Bibliothek St. Moritz
- Stadtarchiv Stein am Rhein[6]

## Zusammenarbeit mit Printmedien (Auswahl)
Schweizer Familie; Schweizer Illustrierte; Schweizerischer Beobachter; Annabelle; TELE; Schweizer Jugend; Die BUNTE; Das Gelbe Heft; Der Sonntag; Leben und Glauben; TIPP; Wir Eltern; ELLE; Swissair Gazette; Schweizer Baublatt; Die Grüne; Das Hunde Magazin; Meyers Modeblatt; Jugendzeitschrift TEAM und Femina; NZZ; Tages-Anzeiger; BLICK; Coopzeitung; Zürcher Unterländer; Der Landbote; Berner Zeitung; Basler Zeitung; Zürichsee-Zeitung; Glarner Nachrichten; Luzerner Tagblatt; Glarner Tagblatt; Thuner Tagblatt; Die TAT; Berner Tagblatt; Berner Oberländer; Bieler Tagblatt und andere.